# Sœurs du Rédempteur
Les sœurs du Rédempteur (en latin : Congregatio Sororum a Sancto Redemptore) sont une congrégation religieuse féminine enseignante et hospitalière de droit pontifical.

## Historique
En 1854, Georg Anton von Stahl (1805-1870), évêque du diocèse de Wurtzbourg, invite les sœurs du Très Saint Sauveur à fonder un couvent dans sa ville. La congrégation connaît une diffusion rapide dans la région, en 1864 il y a déjà dix maisons dans le diocèse. 
En raison des difficultés de communication entre les filiales allemandes et la maison-mère de Niederbronn sur le territoire français, Mgr von Stahl déclare, le 15 juin 1866, les communautés de son diocèse autonome des religieuses de Niederbronn et élève le couvent de Würzburg en maison mère de la nouvelle congrégation qui porte désormais le nom de congrégation des Filles du Très Saint Rédempteur ; elles prennent le nom actuel en 1969. Malgré la scission, elles ont toujours considérée  Élisabeth Eppinger (1814-1867) comme la véritable fondatrice.
La congrégation obtient le décret de louange le 3 décembre 1963. 

## Activités et diffusion
Le but initial de la congrégation est l'assistance aux malades, à la fois dans les hôpitaux et à domicile ; au fil des années, elles ajoutent à leurs activités l'enseignement, le service domestique dans les maisons des membres du clergé, les œuvres paroissiales et l'apostolat missionnaire.
Elles sont présentes en Allemagne, aux États-Unis et en Tanzanie.
La maison généralice est à Würzburg. 
En 2017, la congrégation comptait 338 sœurs dans 26 maisons.